# Szolka
Szolka (románul: Solca) város Suceava megyében, Bukovinában, Romániában.

## Fekvése
A megye középső részén, Margineatól délre, lucfenyvesekkel övezett medencében, 522 méter magasságban fekszik.

## Történelem
Első írásos említése 1418-ból való, Sándor moldvai fejedelem idejéből.
A településen egykor kolostor állt. Az egykori kolostor temploma 1612 és 1621 között Ștefan Tomșa fejedelem uralkodása idején épült fel egy erődített várfalon belül.
Az itteni kolostor szerzetesei már évszázadokkal ezelőtt sörfőzőtelepet létesítettek Solcában, mely később gyárrá fejlődött.
Solca kedvelt üdülőhely is. Már 1889-ben fürdőszanatórium épült itt, majd 1891-ben egy újabb is létesült, azonban az első világháború alatt mindkettő elpusztult, és később csak az egyik épült újra, melynek máig sok látogatója van.

## Népesség
A város népességének alakulása:
- 1930 - 2822 lakos
- 1948 - 2212 lakos
- 1956 - 2384 lakos
- 1966 - 2550 lakos
- 1977 - 4541 lakos
- 1992 - 4762 lakos
- 2002 - 4456 lakos

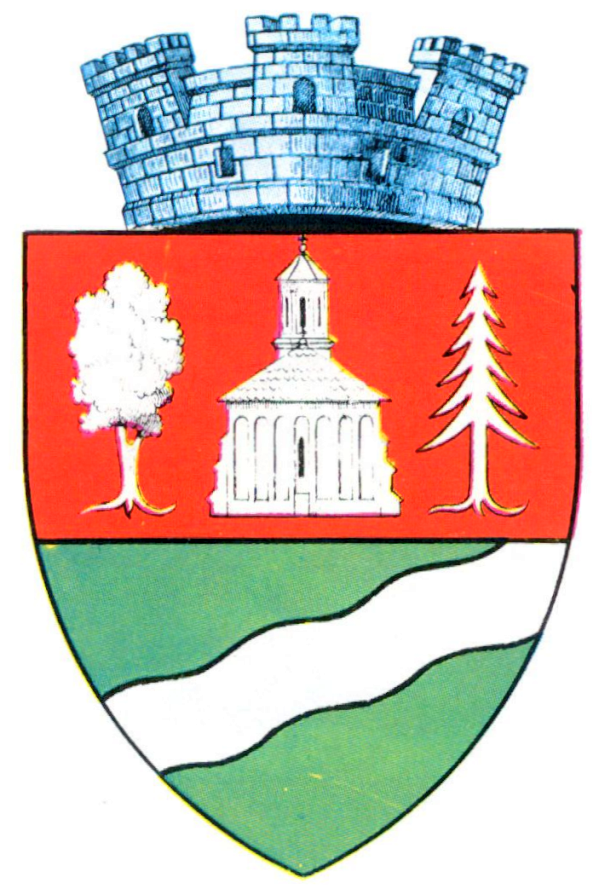
A város régi címere

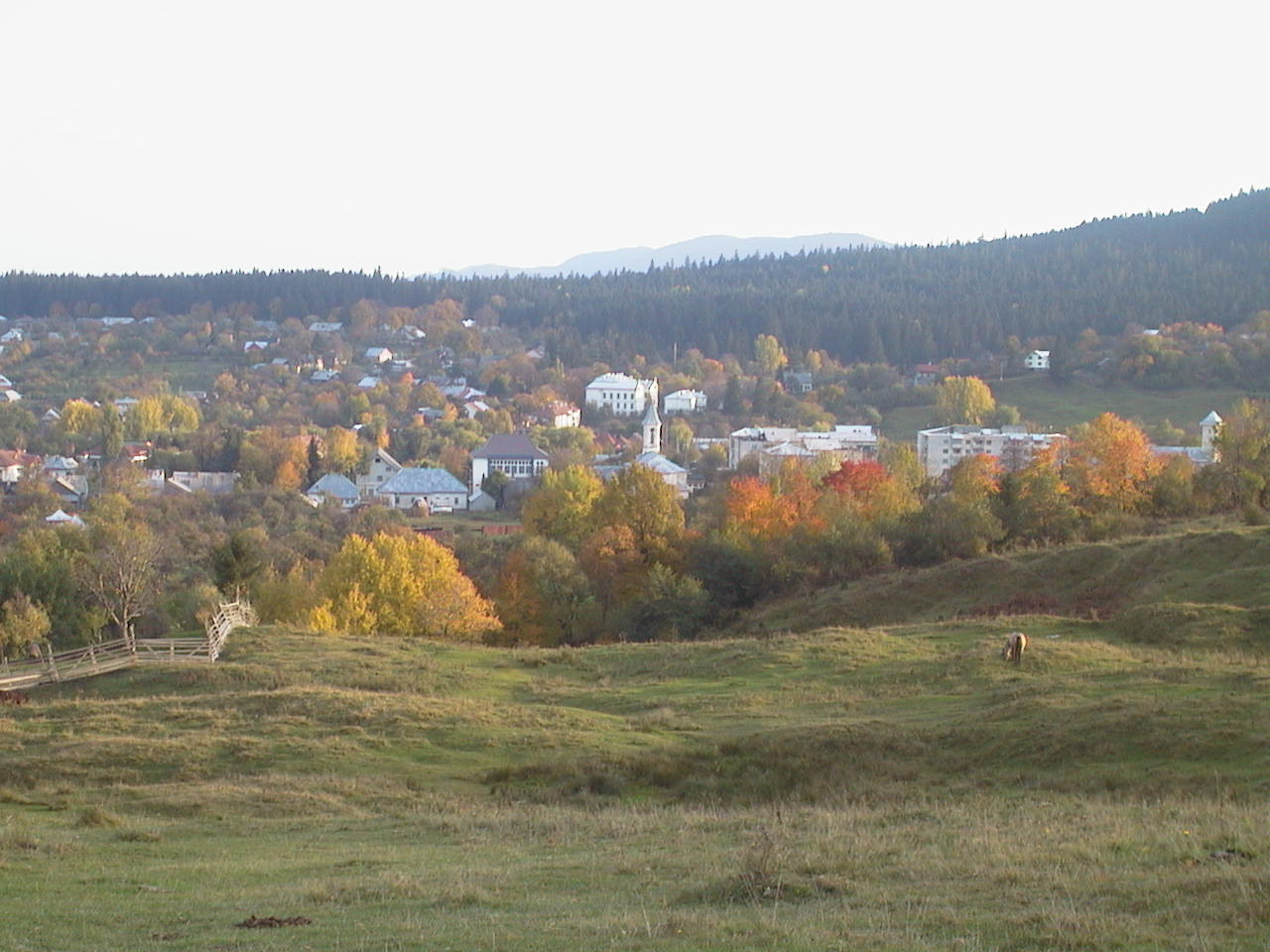
Szolka városka látképe

A lakosság etnikai összetétele a 2002-es népszámlálási adatok alapján:
- Románok:  4404 (98,83%)
- Németek:  33 (0,74%)
- Romák:  12 (0,26%)
- Lengyelek:  4 (0,08%)
- Ukránok:  3 (0,06%)

A lakosok 90,41%-a ortodox (4029 lakos), 4,24%-a pünkösdista (189 lakos), 3,05%-a adventista (136 lakos), 1,54%-a pedig római katolikus (69 lakos) vallású.

## Látnivalók
- Solca-i kolostor, 1613 és 1623 között épült fel.
- Sörgyár

## Gazdaság
Jelentős a város mezőgazdasága és turizmusa.
A településen 1810-óta sörgyár működik („Bere Solca 125%”).